# Brasil das Gerais
Brasil das Gerais é uma atração televisiva de variedades veiculada pela Rede Minas e apresentada por Patrícia Pinho.

## História
No programa são feitas entrevistas sobre diversos temas do dia a dia como comportamento, moda, cidadania, política, etc. Várias pessoas são convidadas para debater sobre os mais variados assuntos.
O programa existe desde fevereiro de 1999 na Rede Minas, e, sempre foi apresentado pela jornalista Roberta Zampetti, tornando-se símbolo do programa. Zampetti ficou até 2015. 
Em março de 2016, Patrícia Pinho, então apresentadora eventual torna-se apresentadora fixa da atração.
Nos primeiros anos era exibido às segundas e quarta-feiras, às 21h. Depois passou para as 20h. Em fevereiro de 2019, passou a ser exibido no horário das 11h.